# I p' me, tu p' te
I p' me, tu p' te es un sencillo del rapero italiano Geolier, lanzado el 7 de febrero de 2024.

## Descripción
La canción fue escrita específicamente para el Festival de San Remo y presentada en competencia durante la 74ª edición del evento, en donde fue la canción más votada durante la segunda noche. Fue escrito por el propio rapero junto con Paolo Antonacci y Davide Simonetta, quien también es su productor junto con Francesco D'Alessio, Dat Boi Dee, Poison Beatz y Michelangelo.
El texto habla de dos amantes que, aunque se aman, han comprendido que, como su historia de amor parece turbulenta desde el principio, ha llegado el momento de ponerle fin.
Musicalmente es una canción en uptempo caracterizada por el uso del four-on-the-floor. Está compuesta con un tempo moderato de 118 pulsaciones por minuto y en tonalidad de La menor.

## Recepción
Andrea Laffranchi, del Corriere della Sera, valora la canción con una puntuación de 7,5 sobre 10 y escribe que cuenta «una historia de amor envuelta en la atmósfera de un viaje nocturno por la autopista. Mattia Marzi de Il Messaggero le da al sencillo una calificación de 8 sobre 10, comparándolo con las canciones de Liberato por su ritmo electrónico. Posteriormente, durante los ensayos, el periodista califica la actuación con un aprobado, escribiendo que falta algo. Chiara Ortolini de Vanity Fair Italia también le da una "suficiencia salomónica" a la canción, esperando ver la presentación en vivo.
Fausto Pellegrini describe la canción como una «neomelódica con salsa trap» y añade que trata sobre la vida de barrio y el ascenso al éxito. Patrizio Ruviglioni de Esquire también ve la canción contaminada por la música neomelódica y electrónica, con "una coda casi house"; mientras que Francesco Gatti revisita el arreglo además de lo neomelódico, lo urbano y techno.
Menos entusiasta fue la reseña de Francesco Prisco en Il Sole 24 Ore, quien, asignándole una puntuación de 5- sobre 10, compara la canción con Most Likely You Go Your Way (And I'll Go Mine) de Bob Dylan.

## Videoclip
El videoclip de la canción, dirigido por Davide Vicari, estuvo disponible coincidiendo con el lanzamiento del sencillo en el canal de YouTube del rapero y presenta a los actores Maria Esposito y Artem.

## Lista de canciones
Textos de Paolo Antonacci, Emanuele Palumbo, Davide Simonetta, música de Francesco D'Alessio, Gennaro Petito, Davide Simonetta, Davide Totaro y Michele Zocca.
- I p'me, tu p'te – 3:07